# Aristotelische Täuschung

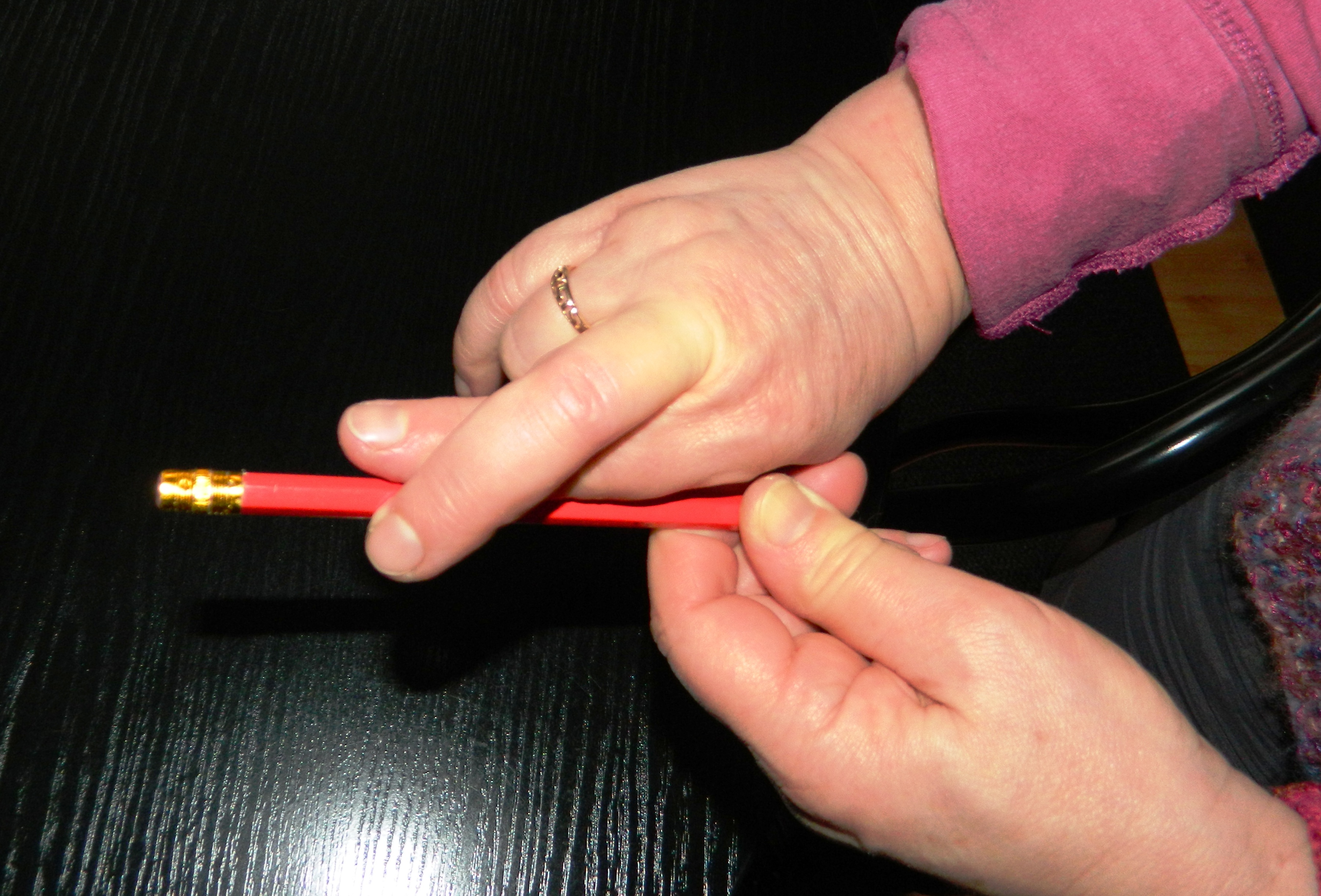
Aristotelische Illusion

Die Aristotelische Täuschung ist eine haptische Täuschung.

## Vorgang
Wenn man zwei Finger derselben Hand übereinander legt und dazwischen ein kleiner Gegenstand gelegt wird, hat man – wenn man nicht auf die Finger schaut – das Gefühl, dass es sich um zwei Objekte handelt. Sehr gut lässt sich diese Wahrnehmungstäuschung des Tastsinnes mit dem gekreuzten Mittel- und dem Ringfinger beim Berühren des Nasenrückens feststellen. Fährt man damit bis zur Nasenspitze, spürt man zwei Spitzen.